# Jean-Pierre Bagot
Pour les articles homonymes, voir Bagot.
Jean-Pierre Bagot, né le 30 octobre 1943 à Plénée-Jugon, (Côtes-d'Armor), et mort le 15 mars 2016 à Paris 15e, est un acteur français,.

## Filmographie

### Cinéma
- 1976 : Le Locataire de Roman Polanski
- 1979 : Mais où est donc Ornicar ? de Bertrand Van Effenterre
- 1979 : I... comme Icare d'Henri Verneuil
- 1979 : L'Empreinte des géants de Robert Enrico
- 1979 : Anthracite d'Édouard Niermans
- 1981 : Un étrange voyage d'Alain Cavalier
- 1981 : Le Maître d'école de Claude Berri
- 1981 : Cargo de Serge Dubor
- 1982 : Ils appellent ça un accident de Nathalie Delon
- 1983 : La Petite Bande de Michel Deville
- 1983 : Le Prix du danger d'Yves Boisset
- 1984 : Une rébellion à Romans de Philippe Venault
- 1984 : La Garce de Christine Pascal
- 1985 : Spécial Police de Michel Vianey
- 1985 : Le Transfuge de Philippe Lefebvre
- 1986 : Bleu comme l'enfer d'Yves Boisset
- 1986 : Zone rouge de Robert Enrico
- 1987 : De guerre lasse de Robert Enrico
- 1988 : Radio Corbeau d'Yves Boisset
- 1989 : Les Deux Fragonard de Philippe Le Guay
- 1991 : Veraz de Xavier Castano
- 1993 : Le Fils du requin d'Agnès Merlet
- 1995 : Élisa de Jean Becker
- 2000 : Oscar et Louis de Stéphanie Joalland
- 2001 : L'Origine du monde de Jérôme Enrico
- 2004 : Le Convoyeur de Nicolas Boukhrief
- 2006 : Selon Charlie de Nicole Garcia
- 2011 : Présumé Coupable de Vincent Garenq
- 2012 : Ici-bas de Jean-Pierre Denis

### Télévision
- 1970 : L'Illusion comique de Robert Maurice
- 1972 : Albert Einstein de Gérard Chouchan
- 1974 : Ici, peut-être de Gérard Chouchan
- 1974 : Les Brigades du Tigre de Victor Vicas, épisode : Les Vautours
- 1974 à 1975 : Le Pain noir de Serge Moati
- 1975 : Mourir pour Copernic de Bernard Sobel
- 1975 : Anne-Marie ou quelque chose d'autre de Maurice Failevic, René
- 1976 : Le Silence des armes de Jean Prat
- 1977 : Les Lettres volées de Pierre Goutas
- 1977 : La Vérité de madame Langlois de Claude Santelli
- 1977 : La Maison des autres de Jean-Pierre Marchand
- 1977 : Désiré Lafarge de Jean-Pierre Gallo
- 1977 : Les Rebelles de Pierre Babel
- 1978 : 1788 de Maurice Failevic
- 1978 : Émile Zola ou la conscience humaine de Stellio Lorenzi
- 1978 : Brigade des mineurs de Peter Kassovitz
- 1978 : Les procès témoins de leur temps de Jean Cazenave
- 1978 : Les Cinq Dernières Minutes épisode Régis de Guy Lessertisseur
- 1978 : Les héritiers de Jacques Trébouta
- 1979 : Un fils pour l'automne de Jean-Pierre Marchand
- 1979 : Cet homme-là de Gérard Poitou-Weber
- 1979 : Pourquoi Patricia ? de Guy Jorré
- 1979 : Les Cinq Dernières Minutes épisode Chassez le naturel de Claude Loursais
- 1980 : Les Quatre Cents Coups de Virginie de Bernard Queysanne
- 1980 : La Fortune des Rougon de Yves-André Hubert
- 1980 : Messieurs les jurés d'Alain Franck
- 1980 : La Traque de Philippe Lefebvre
- 1980 : L'Enfant et le corridor de Jacques Tréfouël
- 1981 : Le cheval-vapeur de Maurice Failevic
- 1981 : Maître Daniel Rock de Paul Planchon
- 1981 : Julien Fontanes, magistrat (série télévisée, épisode La dixième plaie d'Égypte de Patrick Jamain
- 1981 : Cinéma 16 de Jean-Pierre Gallo
- 1981 : Mon meilleur Noël de Jacques Tréfouël
- 1981 : Sans famille de Jacques Ertaud : Acquin
- 1982 : Paris Saint-Lazare de Marco Pico
- 1983 : Dorothée, danseuse de corde de Jacques Fansten
- 1984 : L'héritage de Maurice Failevic
- 1984 L'année terrible de Claude Santelli
- 1985 : Le Réveillon de Daniel Losset
- 1986 : Marie Love de Jean-Pierre Richard
- 1987 : L'heure Simenon de Claude Goretta
- 1987 : Mort aux ténors de Serge Moati
- 1987 : Qui c'est ce garçon de Nadine Trintignant
- 1988 : La croisade des enfants de Serge Moati
- 1989 : Maria Vandamme de Jacques Ertaud
- 1989 : Le hérisson de Robert Enrico
- 1988 : Les Cinq Dernières Minutes (Eh bien, chantez maintenant) d'Alain Franck
- 1989 : Jeanne d'Arc, le pouvoir de l'innocence de Pierre Badel
- 1990 : La vierge noire de Jean-Jacques Lagrange
- 1990 : L'ami Giono de Claude Santelli
- 1990 : Notre Juliette de François Luciani
- 1991 : Le piège de Serge Moati
- 1992 : Miss Moscou de Gilles Carle
- 1992 : Les danseurs du Mozambique de Philippe Lefebvre
- 1992 : Urgence d'aimer de Philippe Le Guay
- 1993 : L'Affaire Seznec d'Yves Boisset
- 1993 : L'instit : Les chiens et les loups de François Luciani : Fernand Rey
- 1993 : Chute libre de Yves Boisset
- 1993 : Le frère trahi de Philippe Monnier
- 1993 : Nestor Burma (série télévisée), saison 3, épisode 3 : Les eaux troubles de javel : Giraud, le contremaître
- 1994 : Julie Lescaut : Tableau noir de Josée Dayan
- 1994 : Les Cordier juge et flic : Combinaison Mortelle : M. Patinella
- 1995 : Les cinq dernières minutes : Un mort sur le pavé de Jean-Marc Seban
- 1996 : Pécheurs d'Island de Daniel Vigne
- 1996 : Les feux de la Saint-Jean de François Luciani
- 1997 : Rachel et ses amours de Jacob Berger : Samuel Bertignat
- 1997 : Mer calme...Mort agitée de Charles Nemes
- 1997 : Aventurier malgré lui de Marc Rivière
- 2000 : Chercheurs d'héritiers : Une carte postale pour Rome de Williams Crépin
- 2001 : La crim' : Le ressuscité de Denis Amar
- 2001 : Louis Page : Le bienfaiteur de Heikki Arekallio
- 2001 : L'Algérie des chimères de François Luciani
- 2002 : Maigret et la maison de Félicie de Christian de Chalonge
- 2002 : Jean Moulin de Yves Boisset
- 2003 : Justice pour tous : Marine de Patrick Poubel
- 2003 : Comment devient-on capitaliste ? de Christiane Spiero
- 2009 : Joséphine Ange gardien : Ennemis jurés de Christophe Barbier
- 2009 : L'Affaire Salengro d'Yves Boisset
- 2009 : Claude Gueux de Olivier Schatzky
- 2010 : Nicolas le Floch : Le grand veneur de Christophe Barraud
- 2010 : La vénitienne de Gilles Perrault
- 2011 : Coup de chaleur de Christophe Barraud
- 2011 : Julie Lescaut, épisode 2 saison 20, Sortie de Seine de Christophe Barbier : Joseph

## Théâtre
- 1966 : L’Affaire de la rue de Lourcine, de Eugène Labiche, mise en scène de Patrice Chéreau
- 1967 : Les Soldats de Jakob Michael Reinhold Lenz, mise en scène de Patrice Chéreau
- 1967 : Pièces chinoises : La Neige au milieu de l'été et Le Voleur de femmes de Guan Hanqing, mise en scène de Patrice Chéreau
- 1967 : Le Diable et le Bon Dieu de Jean-Paul Sartre, mise en scène de Georges Wilson, TNP
- 1967 : Chêne et lapins angora de Martin Walser, mise en scène de Georges Wilson, TNP
- 1969 : La Résistible Ascension d’Arturo Ui de Bertolt Brecht, mise en scène de Georges Wilson, TNP
- 1972 : Titus Andronicus de William Shakespeare, mise en scène Michel Dubois, Comédie de Caen
- 1973 : J'ai confiance en la justice de mon pays d'Alain Scoff, mise en scène de l'auteur, Théâtre Mouffetard et Festival d'Avignon
- 1974 : La Paix de Christian Liger, mise en scène Michel Dubois, Comédie de Caen
- 1981 : Le Bourgeois gentilhomme (rôle de Jourdain) de Molière, mise en scène de Jérôme Savary
- 1984 : Gust de Herbert Achternbusch, mise en scène de Claude Yersin, Nouveau théâtre d'Angers
- 1984 : En attendant Godot de Samuel Beckettmise en scène de Claude Yersin, Nouveau théâtre d'Angers
- 1988 : Marcus-Brutus de Paul Foster, mise en scène de Robert Fortune, Théâtre des Célestins
- 1989 : Hamlet de William Shakespeare, mise en scène Patrice Chéreau, Théâtre Nanterre-Amandiers, tournée européenne
- 1990 : La Bonne Âme du Se-Tchouan de Bertolt Brecht mise en scène de Bernard Sobel, Théâtre de Gennevilliers
- 1993 : Threepenny Lear de William Shakespeare, mise en scène de Bernard Sobel, Théâtre de Gennevilliers
- 1993 : Marie d'Isaac Babel, mise en scène de Bernard Sobel, Théâtre de Gennevilliers
- 1993 : La Résistible Ascension d’Arturo Ui de Bertolt Brecht, mise en scène de Jérôme Savary
- 1994 : Nora ou ce qu’il advint quand elle eut quitté son mari de d’Elfriede Jelinek, mise en scène de Claudia Stavisky, Théâtre national de la Colline
- 1995 : Mère Courage et ses enfants de Bertolt Brecht, mise en scène de Jérôme Savary
- 1996 : Comme tu me veux de Luigi Pirandello, mise en scène de Claudia Stavisky, Théâtre de Gennevilliers
- 1997 : Dans la jungle des villes de Bertolt Brecht, misen en scène Stéphane Braunschweig, Théâtre national de la Colline
- 2001 : La locandiera de Carlo Goldoni, mise en scène de Claudia Stavisky, Théâtre des Célestins
- 2004 : Beaucoup de bruit pour rien de William Shakespeare, mise en scène de Laurent Laffargue, Théâtre de la Ville
- 2004 : Gust de Herbert Achternbusch, mise en scène de Claude Yersin, Nouveau théâtre d'Angers
- 2006 : L'enfant rêve de Hanoch Levin, mise en scène de Stéphane Braunschweig, Théâtre national de Strasbourg
- 2007 : Les Trois Sœurs de Anton Tchekhov, mise en scène de Stéphane Braunschweig, Théâtre national de Strasbourg
- 2008 : Tartuffe de Molière, mise en scène de Stéphane Braunschweig, Théâtre national de Strasbourg
- 2009 : Oncle Vania de Anton Tchekhov, mise en scène de Claudia Stavisky, Théâtre des Célestins
- 2013 : Chatte sur un toit brûlant de Tennessee Williams, mise en scène de Claudia Stavisky, Théâtre des Célestins

## Doublage
Films
- 1994 : Les Maîtres du monde : Viscott (Gerry Bamman)
- 1995 : Rob Roy : Killearn (Brian Cox)
- 1997 : Le Cinquième Élément : le général Munro (Brion James)
- 1997 : Le Chacal : le général Belinko (Richard Cubison)

Séries télévisées
- 2002-2012 : Les Experts : Miami : Frank Tripp (Rex Linn)